# Copa de baloncesto de Israel 2017-18
La 58ª edición de la Copa de baloncesto de Israel (en hebreo  גביע המדינה בכדורסל) se disputó entre el 18 de octubre de 2017 y el 15 de febrero de 2018, celebrándose la Final Four en Tel Aviv. La competición la organiza la Asociación de baloncesto de Israel.

## Primera ronda
Maccabi Tel Aviv, Hapoel Jerusalem, Hapoel Holon, Maccabi Ashdod, Maccabi Haifa y Hapoel Be'er Sheva B.C. quedaron exentos en esta primera ronda.
| Fecha      | Equipo local               | Marcador | Equipo visitante      | Mejores actuaciones                                                                         | Ref   |
| ---------- | -------------------------- | -------- | --------------------- | ------------------------------------------------------------------------------------------- | ----- |
| 18-10-2017 | Hapoel Galil Elyon         | 83-93    | Ironi Nahariya        | Galil Elyon: Courtney Fells 19 pts, 5 ast, 4 rob Nahariya: Alex Young 25 pts, 6 reb         | [ 2 ] |
| 18-10-2017 | Hapoel Afula/Gilboa        | 67-101   | Hapoel Tel Aviv       | Afula: Wayne Langston 21 pts, 9 reb H. Tel Aviv: Tomer Ginat 18 pts, 6 reb                  | [ 2 ] |
| 18-10-2017 | Elitzur Kiryat Ata         | 72-80    | Maccabi Rishon LeZion | Kiryat Ata: Rodney Alexander 20 pts, 7 reb Rishon LeZion: Mark Tollefsen 20 pts, 7 reb      | [ 2 ] |
| 18-10-2017 | Hapoel Migdal HaEmek       | 110-112  | Maccabi Hod HaSharon  | Migdal Haemek: Taylor Jones 26 pts, 11 reb, 6 ast Hod Hasharon: Yotam Shiran 28 pts, 9 reb  | [ 2 ] |
| 19-10-2017 | Elitzur Yavne              | 72-89    | Hapoel Eilat          | Yavne: Germain Jordan 30 pts, 14 reb Eilat: Mike Rosario 24 pts, 5 reb, 6 ast               | [ 3 ] |
| 19-10-2017 | Maccabi Kiryat Motzkin     | 67-80    | Ironi Nes Ziona       | Kiryat Motzkin: Folarin Campbell 15 pts, 6 ast Nes Ziona: Talib Zanna 14 pts, 7 reb, 3 rob  | [ 3 ] |
| 19-10-2017 | Hapoel Ramat Gan/Givatayim | 96-59    | Hapoel Haifa          | Ramat Gan: Robert Glenn 25 pts, 7 reb H. Haifa: Ismael Romero 19 pts, 7 reb                 | [ 3 ] |
| 19-10-2017 | Maccabi Rehovot            | 82-56    | Hapoel Kfar Saba      | Rehovot: Marcus Relphorde 23 pts, 4 reb, 3 rob Kfar Saba: Byron Wesley 24 pts, 4 reb, 3 rob | [ 3 ] |
| 25-10-2017 | Maccabi Ra'anana           | 81-80    | Hapoel Gilboa Galil   | Ra'anana: Samme Givens 20 pts, 6 reb, 7 ast Gilboa Galil: Zach LeDay 29 pts, 14 reb, 3 blk  | [ 4 ] |
| 30-11-2017 | Maccabi Kiryat Gat         | 72-95    | Bnei Herzliya         | Kiryat Gat: Robert Rothbart 23 pts, 5 reb Herzliya: Jeff Adrien 23 pts, 11 reb              | [ 5 ] |

## Octavos de final
| Fecha      | Equipo local          | Marcador | Equipo visitante           | Mejores actuaciones                                                                      | Ref   |
| ---------- | --------------------- | -------- | -------------------------- | ---------------------------------------------------------------------------------------- | ----- |
| 23-12-2017 | Bnei Herzliya         | 60-74    | Hapoel Tel Aviv            | Herzliya: Jeff Adrien 19 pts, 6 reb H. Tel Aviv: Matt Howard 14 pts, 13 reb              | [ 6 ] |
| 23-12-2017 | Maccabi Rehovot       | 67-95    | Hapoel Eilat               | Rehovot: Al'lonzo Coleman 21 pts, 9 reb Eilat: Demetrius Treadwell 15 pts, 13 reb, 4 stl | [ 6 ] |
| 23-12-2017 | Ironi Nahariya        | 74-90    | Hapoel Jerusalem           | Nahariya: Corey Webster 18 pts, 6 ast Jeruslaem: Yotam Halperin 20 pts, 6 reb            | [ 7 ] |
| 24-12-2017 | Maccabi Hod HaSharon  | 77-91    | Hapoel Holon               | H. Hasharon: Vernon Teel 24 pts, 16 reb, 8 ast Holon: Tashawn Thomas 21 pts, 10 reb      | [ 8 ] |
| 24-12-2017 | Maccabi Haifa         | 70-77    | Maccabi Ashdod             | M. Haifa: Reginald Buckner 17 pts, 9 reb Ashdod: Cameron Long 21 pts, 4 stl              | [ 8 ] |
| 24-12-2017 | Maccabi Rishon LeZion | 92-87    | Ironi Nes Ziona            | Rishon LeZion: Drew Crawford 24 pts Nes Ziona: Jaron Johnson 15 pts, 6 reb               | [ 8 ] |
| 24-12-2017 | Hapoel Be'er Sheva    | 81-69    | Hapoel Ramat Gan/Givatayim | Be'er Sheva: Storm Warren 35 pts, 9 reb Ramat Gan: Noam Laish 25 pts, 4 ast              | [ 8 ] |
| 24-12-2017 | Maccabi Ra'anana      | 73-97    | Maccabi Tel Aviv           | Ra'anana: Samme Givens 12 pts, 11 reb, 4 ast M. Tel Aviv: Jonah Bolden 15 pts, 7 reb     | [ 8 ] |

## Cuartos de final
| Fecha      | Equipo local       | Marcador | Equipo visitante      | Mejores actuaciones                                                                           | Ref    |
| ---------- | ------------------ | -------- | --------------------- | --------------------------------------------------------------------------------------------- | ------ |
| 30-12-2017 | Maccabi Ashdod     | 89-56    | Hapoel Eilat          | Ashdod: Sek Henry 15 pts, 8 reb, 9 ast Eilat: Jordan Loyd 14 pts, 4 reb                       | [ 9 ]  |
| 30-12-2017 | Hapoel Holon       | 100-98   | Maccabi Rishon LeZion | Holon: Glen Rice Jr. 33 pts, 7 reb, 7 ast, 4 stl Rishon LeZion: Avi Ben-Chimol 20 pts, 9 ast  | [ 10 ] |
| 31-12-2017 | Hapoel Be'er Sheva | 62-79    | Hapoel Jerusalem      | Be'er Sheva: Storm Warren 23 pts, 6 reb, 5 blk Jerusalem: Ronald Roberts 16 pts, 7 reb, 3 blk | [ 11 ] |
| 31-12-2017 | Hapoel Tel Aviv    | 85-96    | Maccabi Tel Aviv      | H. Tel Aviv: Adrian Banks 28 pts M. Tel Aviv: Alex Tyus 20 pts, 12 reb                        | [ 12 ] |

## Final Four

### Cuadro
|  | Semifinales 12 de febrero | Semifinales 12 de febrero | Semifinales 12 de febrero |              |                  | Final 15 de febrero | Final 15 de febrero | Final 15 de febrero |  |
|  |                           |                           |                           |              |                  |                     |                     |                     |  |
|  |                           |                           |                           |              |                  |                     |                     |                     |  |
|  | 1                         | Maccabi Tel Aviv          | 76                        |              |                  |                     |                     |                     |  |
|  | 1                         | Maccabi Tel Aviv          | 76                        |              |                  |                     |                     |                     |  |
|  | 4                         | Maccabi Ashdod            | 73                        |              |                  |                     |                     |                     |  |
|  | 4                         | Maccabi Ashdod            | 73                        |              | Maccabi Tel Aviv | Maccabi Tel Aviv    | 84                  |                     |  |
|  |                           |                           |                           |              | Maccabi Tel Aviv | Maccabi Tel Aviv    | 84                  |                     |  |
|  |                           |                           | Hapoel Holon              | Hapoel Holon | 86               |                     |                     |                     |  |
|  | 3                         | Hapoel Jerusalem          | Hapoel Holon              | Hapoel Holon | 86               | 67                  |                     |                     |  |
|  | 3                         | Hapoel Jerusalem          |                           |              |                  | 67                  |                     |                     |  |
|  | 2                         | Hapoel Holon              | 76                        |              |                  |                     |                     |                     |  |
|  | 2                         | Hapoel Holon              | 76                        |              |                  |                     |                     |                     |  |
|  |                           |                           |                           |              |                  |                     |                     |                     |  |

### Semifinales
| 12 de febrero de 2018 | Maccabi Tel Aviv                                  | 76–73                                 | Maccabi Ashdod                                         | |  |
| 18:45                 | Parciales: 16-19, 17-16, 19-18, 24-20             | Parciales: 16-19, 17-16, 19-18, 24-20 | Parciales: 16-19, 17-16, 19-18, 24-20                  | |  |
|                       | Estadísticas DiBartolomeo 18 Parakhouski 8 Roll 6 | Reporte Pts Reb Asts                  | Estadísticas Chubrevich 18 Chubrevich 18 Henry, Long 4 | Pabellón: Tel Aviv Asistencia: 9,000 espectadores Árbitros: Gili Cohen, Erez Gurion, Nir Meirson Televisión: Sport 5 |  |

| 12 de febrero de 2018 | Hapoel Jerusalem                         | 67–76                                 | Hapoel Holon                                    | |  |
| 21:15                 | Parciales: 19-26, 18-10, 11-20, 19-20    | Parciales: 19-26, 18-10, 11-20, 19-20 | Parciales: 19-26, 18-10, 11-20, 19-20           | |  |
|                       | Estadísticas Lucas 18 Howell 10 Howell 4 | Reporte Pts Reb Asts                  | Estadísticas Rice Jr. 23 Rice Jr. 10 Rice Jr. 6 | Pabellón: Tel Aviv Asistencia: 10,136 espectadores Árbitros: Omer Esteron, Amit Ballack, Tzachi Havdali Televisión: Sport 5 |  |

### Final
| 15 de febrero de 2018 | Maccabi Tel Aviv                      | 84–86                                 | Hapoel Holon                                              | |  |
| 21:00                 | Parciales: 18-20, 22-24, 22-17, 22-25 | Parciales: 18-20, 22-24, 22-17, 22-25 | Parciales: 18-20, 22-24, 22-17, 22-25                     | |  |
|                       | Estadísticas Tyus 17 Tyus 9 Jackson 7 | Reporte Pts Reb Asts                  | Estadísticas Rice Jr. 28 Alexander, Rice Jr. 8 Rice Jr. 7 | Pabellón: Tel Aviv Asistencia: 10,444 espectadores Árbitros: Sefi Shemesh, Kfir Mualem, Ofer Manheim Televisión: Sport 5 |  |